# Almere City FC
Almere City FC je nizozemský fotbalový klub z Almere, který byl založen v roce 2001. Jeho hřištěm je Almere City Stadion s kapacitou 4 500 diváků.
Před sezónou 2010/11 nesl název FC Omniworld.

## Čeští hráči v klubu
Zde je seznam českých hráčů, kteří působili v klubu Almere City FC:
- Vojtěch Schulmeister
- Paul Quasten